# Ștefan Zeletin
Ștefan Zeletin (pseudonimul lui Ștefan Motăș), (n. 19 iunie 1882 Burdusaci, jud. Bacău – d. 20 iulie 1934, București) a fost un filosof, economist și sociolog român. A fost profesor la Universitatea din Iași.

## Biografie
Mama sa, Catinca Motăș (născută Chiriac), era fiica micului boier Ștefanache Chiriac din satul Motoseni (la 6 km de Burdusaci), de obârșie grecească, subprefect al ocolului Zeletin.
În lucrarea sa „Burghezia română: originea și rolul ei istoric” (1925), Zeletin a luat atitudine, de pe pozițiile burgheziei, împotriva punctelor de vedere agrariene, tradiționaliste, demonstrând necesitatea obiectivă a evoluției României spre civilizația industrială.
Zeletin a susținut un punct de vedere determinist în sociologie, într-o perioadă în care teoria idealist-eclectică a factorilor predomina în literatura sociologică românească, și a recunoscut, în opoziție cu concepțiile conservatoare, faptul că organismele suprastructurale burgheze sunt produsul necesar al transformărilor social-economice. Zeletin a afirmat rolul permanent progresist al burgheziei, a justificat procesul de spoliere a maselor țărănești ca izvor necesar al acumulării capitaliste. A condamnat socialismul, susținând capacitatea de perfecționare a capitalismului și posibilitatea transformării pe baze neoliberale („Neoliberalismul”, 1927).
În studiile sale de filosofie, Zeletin a dezvoltat opinii idealiste, spiritualiste („Evanghelia naturii”, vol I, 1915; „Gânduri despre lume și viață”, 1928).

## Opera
- Metafizica dosului, 1912 - neterminată
- Ștefan Zeletin: contribuții documentare, 231 pagini, Editura Corgal Press, 2002, ISBN 9738017475, 9789738017474
- Din țara măgarilor. Însemnări, 1916[4] reeditare în 2006, Editura Nemira, ISBN 973-569-828-5
- Burghezia română, reeditare în 2008, 416 pagini, Editura MINERVA